# Premi Oscar 2004
La 76ª edizione della cerimonia di premiazione dei Premi Oscar si è tenuta il 29 febbraio 2004 al Kodak Theatre di Los Angeles. Il conduttore della serata è stato il comico statunitense Billy Crystal, un veterano del ruolo.
Le candidature dei film in concorso - che, in base al regolamento, sono stati immessi sul circuito cinematografico nell'anno precedente, il 2003 - erano state rese pubbliche il 27 gennaio 2004.
Il dominatore dell'edizione è stato il film di Peter Jackson Il Signore degli Anelli - Il ritorno del re, episodio finale della trilogia de Il Signore degli Anelli, che si è aggiudicato 11 statuette, eguagliando il record di Ben-Hur e Titanic, ma stabilendo un nuovo record, dato che li ha vinti su 11 candidature ricevute.

## Vincitori e candidati
Vengono di seguito indicati in grassetto i vincitori. Ove ricorrente e disponibile, viene indicato il titolo in lingua italiana e quello in lingua originale tra parentesi.

### Miglior film
- Il Signore degli Anelli - Il ritorno del re (The Lord of the Rings: The Return of the King), regia di Peter Jackson
- Lost in Translation - L'amore tradotto (Lost in Translation), regia di Sofia Coppola
- Master & Commander - Sfida ai confini del mare (Master and Commander: The Far Side of the World), regia di Peter Weir
- Mystic River, regia di Clint Eastwood
- Seabiscuit - Un mito senza tempo (Seabiscuit), regia di Gary Ross

### Miglior regia
- Peter Jackson - Il Signore degli Anelli - Il ritorno del re (The Lord of the Rings: The Return of the King)
- Fernando Meirelles - City of God
- Sofia Coppola - Lost in Translation - L'amore tradotto (Lost in Translation)
- Peter Weir - Master & Commander - Sfida ai confini del mare (Master and Commander: The Far Side of the World)
- Clint Eastwood - Mystic River

### Miglior attore protagonista
- Sean Penn - Mystic River
- Johnny Depp - La maledizione della prima luna (Pirates of the Caribbean: The Curse of the Black Pearl)
- Ben Kingsley - La casa di sabbia e nebbia (House of Sand and Fog)
- Jude Law - Ritorno a Cold Mountain (Cold Mountain)
- Bill Murray - Lost in Translation - L'amore tradotto (Lost in Translation)

### Migliore attrice protagonista
- Charlize Theron - Monster
- Keisha Castle-Hughes - La ragazza delle balene (Whale Rider)
- Diane Keaton - Tutto può succedere - Something's Gotta Give (Something's Gotta Give)
- Samantha Morton - In America - Il sogno che non c'era (In America)
- Naomi Watts - 21 grammi (21 Grams)

### Miglior attore non protagonista
- Tim Robbins - Mystic River
- Alec Baldwin - The Cooler
- Benicio del Toro - 21 grammi (21 Grams)
- Djimon Hounsou - In America - Il sogno che non c'era (In America)
- Ken Watanabe - L'ultimo samurai (The Last Samurai)

### Migliore attrice non protagonista
- Renée Zellweger - Ritorno a Cold Mountain (Cold Mountain)
- Shohreh Aghdashloo - La casa di sabbia e nebbia (House of Sand and Fog)
- Patricia Clarkson - Schegge di April (Pieces of April)
- Marcia Gay Harden - Mystic River
- Holly Hunter - Thirteen - 13 anni (Thirteen)

### Miglior sceneggiatura non originale
- Fran Walsh, Philippa Boyens e Peter Jackson - Il Signore degli Anelli - Il ritorno del re (The Lord of the Rings: The Return of the King)
- Robert Pulcini e Shari Springer Berman - American Splendor
- Braulio Mantovani - City of God
- Brian Helgeland - Mystic River
- Gary Ross - Seabiscuit - Un mito senza tempo (Seabiscuit)

### Miglior sceneggiatura originale
- Sofia Coppola - Lost in Translation - L'amore tradotto (Lost in Translation)
- Denys Arcand - Le invasioni barbariche (Les invasions barbares)
- Steven Knight - Piccoli affari sporchi (Dirty Pretty Things)
- Andrew Stanton, Bob Peterson e David Reynolds - Alla ricerca di Nemo (Finding Nemo)
- Jim Sheridan, Naomi Sheridan e Kirsten Sheridan - In America - Il sogno che non c'era (In America)

### Miglior film straniero
- Le invasioni barbariche (Les invasions barbares), regia di Denys Arcand (Canada)
- Želary, regia di Ondřej Trojan (Repubblica Ceca)
- The Twilight Samurai (Tasogare seibei), regia di Yoji Yamada (Giappone)
- Twin Sisters (De Tweeling), regia di Ben Sombogaart (Paesi Bassi)
- Evil - Il ribelle (Ondskan), regia di Mikael Håfström (Svezia)

### Miglior film d'animazione
- Alla ricerca di Nemo (Finding Nemo), regia di Andrew Stanton e Lee Unkrich
- Koda, fratello orso (Brother Bear), regia di Aaron Blaise e Robert Walker
- Appuntamento a Belleville (Les triplettes de Belleville), regia di Sylvain Chomet

### Miglior fotografia
- Russell Boyd - Master & Commander - Sfida ai confini del mare (Master and Commander: The Far Side of the World)
- César Charlone - City of God
- John Seale - Ritorno a Cold Mountain (Cold Mountain)
- Eduardo Serra - La ragazza con l'orecchino di perla (Girl with a Pearl Earring)
- John Schwartzman - Seabiscuit - Un mito senza tempo (Seabiscuit)

### Migliore scenografia
- Grant Major, Dan Hennah, Alan Lee e John Howe - Il Signore degli Anelli - Il ritorno del re (The Lord of the Rings: The Return of the King)
- Ben Van Os e Cecile Heideman - La ragazza con l'orecchino di perla (Girl with a Pearl Earring)
- Lilly Kilvert e Gretchen Rau - L'ultimo samurai (The Last Samurai)
- William Sandell e Robert Gould - Master & Commander - Sfida ai confini del mare (Master and Commander: The Far Side of the World)
- Jeannine Oppewall e Leslie Pope - Seabiscuit - Un mito senza tempo (Seabiscuit)

### Migliori costumi
- Ngila Dickson e Richard Taylor - Il Signore degli Anelli - Il ritorno del re (The Lord of the Rings: The Return of the King)
- Dien van Straalen - La ragazza con l'orecchino di perla (Girl with a Pearl Earring)
- Ngila Dickson - L'ultimo samurai (The Last Samurai)
- Wendy Stites - Master & Commander - Sfida ai confini del mare (Master and Commander: The Far Side of the World)
- Judianna Makovsky - Seabiscuit - Un mito senza tempo (Seabiscuit)

### Miglior trucco
- Richard Taylor e Peter King - Il Signore degli Anelli - Il ritorno del re (The Lord of the Rings: The Return of the King)
- Edouard Henriques III e Yolanda Toussieng - Master & Commander - Sfida ai confini del mare (Master and Commander: The Far Side of the World)
- Ve Neill e Martin Samuel - La maledizione della prima luna (Pirates of the Caribbean: The Curse of the Black Pearl)

### Migliori effetti speciali
- Jim Rygiel, Joe Letteri, Randall William Cook e Alex Funke - Il Signore degli Anelli - Il ritorno del re (The Lord of the Rings: The Return of the King)
- Dan Sudick, Stefen Fangmeier, Nathan McGuinness e Robert Stromberg - Master & Commander - Sfida ai confini del mare (Master and Commander: The Far Side of the World)
- John Knoll, Hal Hickel, Charles Gibson e Terry Frazee - La maledizione della prima luna (Pirates of the Caribbean: The Curse of the Black Pearl)

### Miglior montaggio
- Jamie Selkirk - Il Signore degli Anelli - Il ritorno del re (The Lord of the Rings: The Return of the King)
- Daniel Rezende - City of God
- Walter Murch - Ritorno a Cold Mountain (Cold Mountain)
- Lee Smith - Master and Commander - Sfida ai confini del mare (Master and Commander: The Far Side of the World)
- William Goldenberg - Seabiscuit - Un mito senza tempo (Seabiscuit)

### Miglior sonoro
- Christopher Boyes, Michael Semanick, Michael Hedges e Hammond Peek - Il Signore degli Anelli - Il ritorno del re (The Lord of the Rings: The Return of the King)
- Andy Nelson, Anna Behlmer e Jeff Wexler - L'ultimo samurai (The Last Samurai)
- Paul Massey, D.M. Hemphill e Arthur Rochester - Master & Commander - Sfida ai confini del mare (Master and Commander: The Far Side of the World)
- Christopher Boyes, David Parker, David Richard Campbell e Lee Orloff - La maledizione della prima luna (Pirates of the Caribbean: The Curse of the Black Pearl)
- Andy Nelson, Anna Behlmer e Tod A. Maitland - Seabiscuit - Un mito senza tempo (Seabiscuit)

### Miglior montaggio sonoro
- Richard King - Master & Commander - Sfida ai confini del mare (Master and Commander: The Far Side of the World)
- Gary Rydstrom e Michael Silvers - Alla ricerca di Nemo (Finding Nemo)
- Christopher Boyes e George Watters - La maledizione della prima luna (Pirates of the Caribbean: The Curse of the Black Pearl)

### Migliore colonna sonora
- Howard Shore - Il Signore degli Anelli - Il ritorno del re (The Lord of the Rings: The Return of the King)
- Danny Elfman - Big Fish - Le storie di una vita incredibile (Big Fish)
- Gabriel Yared - Ritorno a Cold Mountain (Cold Mountain)
- Thomas Newman - Alla ricerca di Nemo (Finding Nemo)
- James Horner - La casa di sabbia e nebbia (House of Sand and Fog)

### Miglior canzone
- Into the West, musica e testo di Fran Walsh, Howard Shore e Annie Lennox - Il Signore degli Anelli - Il ritorno del re (The Lord of the Rings: The Return of the King)
- Belleville Rendez-vous, musica di Benoît Charest e testo di Sylvain Chomet - Appuntamento a Belleville (Les triplettes de Belleville)
- A Kiss at the End of the Rainbow, musica e testo di Michael McKean e Annette O'Toole - A Mighty Wind
- The Scarlet Tide, musica e testo di T Bone Burnett e Elvis Costello - Ritorno a Cold Mountain (Cold Mountain)
- You Will Be My Ain True Love, musica e testo di Sting - Ritorno a Cold Mountain (Cold Mountain)

### Miglior documentario
- The Fog of War - La guerra secondo Robert McNamara (The Fog of War: Eleven Lessons from the Life of Robert S. McNamara), regia di Errol Morris
- Balseros, regia di Carlos Bosch e José María Doménech
- Una storia americana - Capturing the Friedmans (Capturing the Friedmans), regia di Andrew Jarecki
- My Architect - Il viaggio di un figlio (My Architect: A Son's Journey), regia di Nathaniel Kahn
- The Weather Underground, regia di Sam Green e Bill Siegel

### Miglior cortometraggio
- Two Soldiers, regia di Aaron Schneider
- The Red Jacket (Die Rote Jacke), regia di Florian Baxmeyer
- The Bridge (Most), regia di Bobby Garabedian
- Squash, regia di Lionel Bailliu
- Torsion (Torzija), regia di Stefan Arsenijevic

### Miglior cortometraggio documentario
- Chernobyl Heart, regia di Maryann DeLeo
- Asylum, regia di Sandy McLeod
- Ferry Tales, regia di Katja Esson

### Miglior cortometraggio d'animazione
- Harvie Krumpet, regia di Adam Elliot
- L'agnello rimbalzello (Boundin')), regia di Bud Luckey
- Destino, regia di Dominique Monfery
- Gone Nutty, regia di Chris Wedge
- Nibbles, regia di Christopher Hinton

## Premi speciali

### Premio alla carriera
- Blake Edwards in riconoscimento alle sue sceneggiature, regie e produzioni, una quantità straordinaria di opere per il grande schermo.